# Бейт-Шемеш
Бейт-Шемеш (івр. בית שמש) — місто в Єрусалимському окрузі Ізраїлю. Населення — 114 371 осіб. Місто засноване у 1950 році, проте ще у добіблійні часи тут існували поселення.

## Історія
Згадки про поселення з такою назвою зустрічається ще в Старому Заповіті. Сучасний Бейт-Шемеш заснований 6 грудня 1950 року. Статус міста отримало у 1991 році.

## Населення
Населення міста, за даними на кінець 2017 року — 114 371 осіб, переважна більшість жителів (98.1 %) — євреї.